# Zenkoku Chijikai
Die Zenkoku Chijikai (jap. 全国知事会, dt. „Nationale Gouverneurskonferenz“; engl. National Governors’ Association, kurz NGA) ist eine 1947 gegründete Organisation der gewählten Gouverneure der heute 47 japanischen Präfekturen.

## Organisation und Geschichte
Die Gouverneurskonferenz dient dem Austausch von Informationen zwischen den Präfekturen und fungiert neben der „nationalen Bürgermeisterkonferenz [kreisfreier Städte und Sonderbezirke]“ (Zenkoku Shichōkai), der „nationalen Konferenz der [kreisangehörigen] Städte und Dörfer“ (Zenkoku Chōsonkai) und den nationalen Konferenzen der Präfektur- und Kommunalparlamentspräsidenten (Zenkoku Todōfuken-gikai-gichōkai, Zenkoku Shi-gikai-gichōkai und Zenkoku Chōson-gikai-gichōkai) als Mittler zwischen den Gebietskörperschaften und der Zentralregierung in Tokio.
Das Zenkoku Chijikai wurde am 1. Oktober 1947 als Nachfolger der Chihōkan Kaigi (地方官会議, dt. etwa „Regionalbeamtenkonferenz“) gegründet, die im Kaiserreich die beamteten, vom Innenministerium ernannten Gouverneure der Präfekturen versammelte. Im April 1947 hatten die ersten einheitlichen Regionalwahlen stattgefunden, bei denen die Gouverneure der 46 Präfekturen erstmals vom Volk gewählt wurden. Der ursprüngliche Name der Organisation war bis 1950 Zenkoku chihō-jichitai-kyōgikai rengō (全国地方自治協議会連合会, dt. etwa „Nationaler Verband der regionalen Konferenzen der Gebietskörperschaften“) und entstand als Verbund regionaler Blöcke, die sich zu Regionalkonferenzen zusammengeschlossen hatten.
Der Vorstand des Zenkoku Chijikai besteht jeweils für eine Amtszeit von zwei Jahren aus einem Präsidenten (kaichō), maximal sieben regional verteilten Vizepräsidenten, sieben weiteren Vorstandsmitgliedern (riji) und drei Rechnungsprüfern (kanji). Eine Kandidatur zum Präsidenten muss vorher von fünf Gouverneuren unterstützt werden. Außerdem existieren (Stand: August 2021) sieben ständige (sōmu, „allgemeine Angelegenheiten“, chihōzei-zaisei, „Lokalsteuern und -finanzen“, shakai hoshō, „Soziale Sicherung“, bunkyō・sports, „Kultus & Sport“, nōrin shōkō, „Landwirtschaft, Handel und Industrie“, kokudo kōtsū・kankō, „Land & Verkehr, Tourismus“ und kankyō・Energie, „Umwelt & Energie“) sowie mehrere Sonderausschüsse, Abteilungen und project teams, in denen die Gouverneure über einzelne Politikfelder beraten. Die eigentliche nationale Gouverneurskonferenz, also die Generalversammlung aller Gouverneure, zenkoku chiji-kaigi, kommt etwa einmal im Jahr zusammen und entscheidet unter anderem über Stellungnahmen an die Zentralregierung, also das Kabinett oder das Parlament, und beauftragt die „Konferenz von Präsident und Vizepräsidenten“ (正副会長会議, seifuku-kaichō-kaigi) mit weiteren Angelegenheiten.

## Präsidenten
Stand: September 2021
- 1947–1959 Yasui Seiichirō, Tokio
- 1959–1967 Azuma Ryōtarō, Tokio
- 1967–1975 Kuwahara Mikine, Aichi
- 1975–1976 Kimura Morie, Fukushima
- 1976–1980 Okuda Ryōzō, Nara
- 1980–1995 Suzuki Shun’ichi, Tokio
- 1995–1996 Nagano Shirō, Okayama
- 1996–2003 Tsuchiya Yoshihiko, Saitama
- 2003–2005 Kajiwara Hiromu, Gifu
- 2005–2011 Asō Wataru, Fukuoka
- 2011–2018 Yamada Keiji, Kyōto
- 2018–2019 Ueda Kiyoshi, Saitama
- 2019–2021 Iizumi Kamon, Tokushima
- seit 2021 Hirai Shinji, Tottori

## Regionale Gouverneurskonferenzen
Heute gehören die meisten Präfekturen gleichzeitig einer oder mehreren regionalen Gouverneurskonferenzen (chihō chijikai) an, in denen sie auf einzelnen Gebieten der Verwaltung kooperieren. Anders als der 2010 geschaffene Zweckverband Kansai, der als ein mögliches Modell für die geplanten Regionen/Staaten (dō-shū, engl. manchmal als „superstates“ bezeichnet) gilt, die die Präfekturen ersetzen sollen, sind die regionalen Gouverneurskonferenzen aber nicht als Körperschaften im „Gesetz über lokale Selbstverwaltung“ (chihō-jichi-hō) verankert. Die Regionalkonferenzen sind im Einzelnen:
- Hokkaidō-Tōhoku chihō chijikai (北海道東北地方知事会): Hokkaidō, Aomori, Iwate, Miyagi, Akita, Yamagata, Fukushima, Niigata
- Kantō chihō chijikai (関東地方知事会): Ibaraki, Tochigi, Gunma, Saitama, Chiba, Tokio, Kanagawa, Yamanashi, Nagano, Shizuoka
- Kita-Kantō-Ban’etsu-goken chiji kaigi (北関東磐越五県知事会議, „Gouverneurskonverenz der fünf Präfekturen von Nord-Kantō und Ban’etsu“): Fukushima, Ibaraki, Tochigi, Gunma, Niigata
- Chūbu-ken chiji kaigi (中部圏知事会議, „Gouverneurskonferenz des Chūbu-Gebiets“): Toyama, Ishikawa, Fukui, Yamanashi, Nagano, Gifu, Shizuoka, Aichi, Mie, Shiga
- Kinki-block chijikai (近畿ブロック知事会, „Gouverneurskonferenz des Kinki-Blocks“): Fukui, Mie, Shiga, Kyōto, Osaka, Hyōgo, Nara, Wakayama, Tottori, Tokushima
- Chūgoku chihō chijikai (中国地方知事会): Tottori, Shimane, Okayama, Hiroshima, Yamaguchi
- Shikoku chijikai (四国知事会): Tokushima, Kagawa, Ehime, Kōchi
- Kyūshū chihō chijikai (九州地方知事会): Yamaguchi, Fukuoka, Saga, Nagasaki, Kumamoto, Ōita, Miyazaki, Kagoshima, Okinawa